# Julius P. Heil

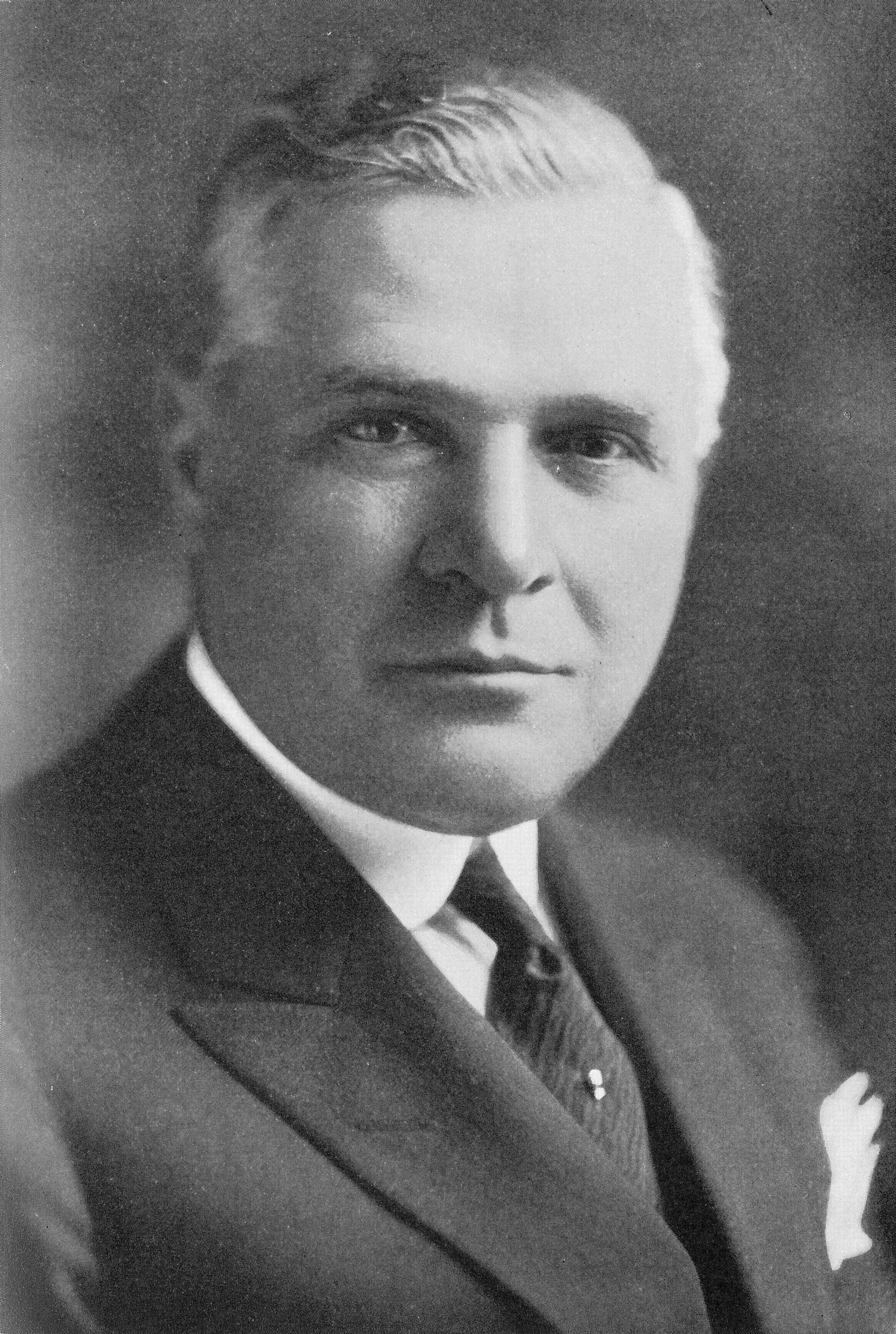
Julius P. Heil

Julius Peter Heil (* 24. Juli 1876 in Dusemond an der Mosel, Deutschland; † 30. November 1949 in Milwaukee, Wisconsin) war ein US-amerikanischer Politiker und von 1939 bis 1943 der 30. Gouverneur des Bundesstaates Wisconsin.

## Frühe Jahre
Heil kam im Jahr 1881 mit seinen Eltern aus Deutschland nach Wisconsin, wo sich die Familie in New Berlin niederließ. Dort besuchte er die örtlichen Schulen. Danach erlernte er den Beruf des Schweißers. In diesem Beruf war er vorübergehend in Südamerika im Eisen- und Straßenbahnbau tätig. Im Jahr 1901 gründete er in Wisconsin seine eigene Firma, die später unter dem Namen Heil Company bekannt wurde. Im Lauf der folgenden Jahrzehnte expandierte die Firma und erweiterte ihre Produktpalette unter anderem auf Stahltanks, Straßenbaumaschinen und sogar Heizungsanlagen für Privatwohnungen.
Heil war Mitglied der Republikanischen Partei. Trotzdem wurde er im Jahr 1933 vom demokratischen Präsidenten Franklin D. Roosevelt zum Leiter der National Recovery Administration für Wisconsin ernannt. Diese Organisation war mit der Überwindung der Folgen der Weltwirtschaftskrise betraut und war Teil der New-Deal-Politik des Präsidenten.

## Gouverneur von Wisconsin
1938 wurde Heil zum neuen Gouverneur seines Staates gewählt. Dabei gelang es ihm, den Amtsinhaber Philip La Follette zu schlagen. Nach einer Wiederwahl im Jahr 1940 konnte er zwischen dem 2. Januar 1939 und dem 4. Januar 1943 als Gouverneur amtieren. In seiner Amtszeit wurde ein neues Ministerium (Department of Motor Vehicles) aus verschiedenen anderen Abteilungen geschaffen. Durch Zusammenlegungen anderer Abteilungen entstand das Wohlfahrtsministerium (Department of Public Welfare). Auch andere Umstrukturierungen innerhalb der Verwaltung wurden vorgenommen und es entstand ein neues System zur Verwaltung des Haushalts. Eine neue Abteilung zur Untersuchung der Effizienz der Regierung, die sogenannte Division of Departmental Research, war politisch umstritten. Heil unterstützte auch die Landwirtschaft und unternahm Werbereisen durch die Vereinigten Staaten, um beispielsweise die Milchprodukte seines Staates anzupreisen.
In seine zweite Amtszeit fällt der Eintritt der Vereinigten Staaten in den Zweiten Weltkrieg (7. Dezember 1941). In Wisconsin musste, wie überall in den USA, die Industrieproduktion auf den Rüstungsbedarf umgestellt werden. Auch andere Betriebe wie beispielsweise in der Landwirtschaft mussten kriegsbedingte Veränderungen ihrer Produktion und Vermarktung vornehmen. Gleichzeitig wurden junge Männer für das Militär gemustert und eingezogen. Auch die komplette Nationalgarde des Staates wurde im Krieg eingesetzt. Daher schuf der Gouverneur mit der sogenannten State Guard eine neue Truppe, die die Aufgaben der Nationalgarde bis zu deren Rückkehr wahrnehmen musste.

## Weiterer Lebenslauf
Nachdem Heil im Jahr 1942 mit seinem Versuch einer erneuten Wiederwahl gescheitert war, musste er Anfang Januar 1943 aus seinem Amt ausscheiden. Aufgrund des Todes seines gewählten Nachfolger Orland Steen Loomis vor dessen Amtseinführung beanspruchte Heil weiterhin das Amt des Gouverneurs. Der Wisconsin Supreme Court entschied jedoch, dass der gewählte Vizegouverneur Walter Samuel Goodland das Amt übernehmen sollte. Danach widmete er sich wieder seinen privaten Interessen. Er wurde Leiter und später Vorstandsvorsitzender der Heil Company. Julius Heil verstarb im November 1949. Er war mit Elizabeth Conrad verheiratet; das Paar hatte ein Kind.